# Lampetis nitidissima
Lampetis nitidissima es una especie de escarabajo del género Lampetis, familia Buprestidae. Fue descrita científicamente por Kerremans en 1899.